# Јован Секуловић
Јован Секуловић један је од најпознатијих књижара у Црној Гори. Рођен је 1879. године у насељу Јошице код Херцег Новог. Своју прву књижару основао је 1898. године, а поред продаје књига, бавио се и издавачком делатношћу. Био је редован члан београдске Књижарске организације од њеног оснивања 1921. године, а доста је и допринео ширењу дела Српске књижевне задруге и Матице српске. Књижару Јована Секуловића је после почетка Другог светског рата преузео његов син Шпиро.

## Биографија
Рођен је 1879. године у Јошицама (Каменари), а преселио се у Херцег Нови 1897. године и постао један од његових најпознатијих и најуваженијих становника прве половине 20. века. Одмалена је доста читао и самостално учио италијански и немачки. Септембра 1898. године отворио је дућан мешовите робе у којем је продавао школски прибор и канцеларијске материјале. Касније је у радњи основао мало одељење књига, које тек 1907. године постаје књижара у правом смислу те речи. Тада су му по препоруци Љубе Јовановића, Српска књижевна задруга и Матица српска дале повереништво својих издања, а Српска књижевна задруга га је 1911. године именовала за свог добротвора.
Имао је шесторицу синова, од којих су двојица наследила очев занат. Шпиро је 1926. године у Котору основао филијалу очеве књижаре, а Миливоје је исто учинио 1928. године у Тивту. Трећи син, Душан Секуловић, постао је књижевник и новинар. Након што је Јован Секуловић емигрирао у Италију, главнину послова преузео је Шпиро. Будући да је био веома угледан грађанин Херцег Новог и целе Боке, Јован Секуловић је изабран за градоначелника 1938. године и на тој функцији остао до 1941. године.
За време Првог светског рата Секуловић је као родољуб био у заробљеништву у Аустроугарској, а током Другог светског рата је депортован у Италију, у којој је дочекао њену капитулацију и крај рата. У Италији умире 1950. године, у Риму, где је и сахрањен. Његови земни остаци пренесени су на гробље код манастира Савине седамдесетих година 20. века.
Током своје дуге каријере одржавао је преписке са неким значајним именима српске културне заједнице, између осталих са песником Алексом Шантићем и владиком Николајем Велимировићем.

## Штампарска и издавачка делатност
Током четири деценије рада књижаре Јована Секуловића, у њој је продато око 100.000 наслова, а објављено 176 сопствених издања. Секуловић је блиско сарађивао са многим књижарима и издавачима широм Краљевине Југославије.

Професор др Тихомир Остојић је током посете једне од његових књижара у књизи утисака написао:
Кад сам дошао у Вашу трговину сјетио сам се наших старих родољубивих трговаца из половине овога вијека. И они су поред својега еспана имали полице са књигама које би растурали својим муштеријама. Они су тијем стекли велике заслуге да се наша књижевност развије и распростре.
О књижарском раду Секуловића писао је и његов суграђанин књижевник Марко Цар, који је изјавио:
Има људи који много галаме и велику буку дижу, но чији стварни рад је јако мршав, док неки скромнији људи, за које се у нашој јавности слабо зна, или никако не зна, својим тихим али постојаним радом крепко доприносе добробити и напретку средине и народа у коме живе. Један такав раденик је несумњиво оснивач издавачке књижаре у Херцег-Новом, Јован Секуловић, који је у пуној мери заслужио да се његово име истакне као пример свесног и приљежног трудбеника, који је успео да у свом родном месту подигне књижару и издавачки радњу, каква би достојна била и много већег центра но што је та мала приморска варош, и која је не само за Херцег-Нови, но за целу Боку Которску, била од пресудног утицаја, као ширитељице народне књиге и пробране лектире. Секуловић је своју књижару отворио у септембру 1899. год., у доба дакле када је у неким крајевима бивше Аустро-Угарске Монархије врло мучна ствар била српске књиге протуривати. И зато је он, у први мах, тај посао вршио крадом, а главни му је еспан, тобоже, био канцеларисјки прибор. Тако је то ишло до 1907. год., када је књижарска радња проширена, те од споредног посла постаде главним. Али та је књижара најбоље прорадила тек после рата и народног ослобођења: она данас, у својим скромним границама, може да се сматра као једна од најбоље организованих и најбоље вођених књижарских радњи у целом јужном Приморју.
За ових двадесет и пет година откако постоји, Секуловићева књижара растурила је око 90.000 разних штампаних књига на нашем језику, од којих 50.000 ћирилицом. Она је, крај тога, свесно у народу ширила патриотске новине и часописе, разне календаре, слике чувених народних људи, музичке композиције, уметничке дописнице и све што може да послужи васпитању омладине и унапређивању националне културе.
Секуловић је објављивао чланке у многим новинама, од који су неки које је написао у заробљеништву објављени постхумно.
Књижара Јована Секуловића се бавила и издавачким радом. У периоду од 1904. до 1939. године, упркос томе што није имао сопствену штампарију, Секуловић је издао петнаест значајних дела, међу којима је свакако најзначајнији Његошев Горски вијенац, издат приликом прославе стоте годишњице рођења црногорског великана, а који је једно од првих издања Горског вијенца на територији Црне Горе. Остале значајне наслове које је Секуловић објавио укључују Цртице о Боки Которској В. Ж. Трпковића, монографију Манастир Савина Г. К. Поповића и расправу Излаз Србије на море Р. Сарделића.